# Віріта
Віріта — село в повіті Сааремаа, волость Сааремаа.
До адміністративної реформи естонських муніципалітетів у 2017 році село належало волості Кіхелконни.
В селі було віднайдено пізньонеолітичне поселення (поселення Пажуміса), біля якого розташовані старовинні кам'яні кладовища Паджу.